# Fudbalski Klub BASK
Il Fudbalski Klub BASK (serbo: ФК БАСК), meglio noto come FK BASK o BASK Belgrado è una squadra di calcio di Belgrado, in Serbia. Nella stagione 2010/11 milita nella Prva Liga Srbija, la divisione di secondo livello del campionato serbo.
Fondato il 18 aprile 1903, inizialmente con il nome di FK Soko, nel 1933 assunse la denominazione attuale. Due anni prima raggiunse i vertici del calcio nel Regno di Jugoslavia, partecipando al Državno prvenstvo 1931-1932, risultato che prolungò per tutti gli anni 1930, con l'apice del 4º posto assoluto nella stagione 1937-1938.
Dopo la fine della seconda guerra mondiale, il club venne ricostituito col nome di FK Senjak, e nel 1953 riprese la denominazione di BASK, disputando da allora i campionati regionali della zona di Belgrado.
Lo Stadio BASK Kraj Careve Cuprije, che ospita le partite interne, ha una capacità di 2.000 spettatori.

## Palmarès

### Competizioni nazionali
- Prva Liga Srbija: 1

2010-2011
- Srpska Liga: 1

2009-2010 (girone Belgrado)